# 6號國道 (南非)
6號國道（N6）是南非一條幹線公路，北起布隆方丹，在北阿瓦利爾越過奧蘭治河、至印度洋岸的東倫敦止。全長567公里。